# Kuşadası
Kuşadası – portowe  miasto w Turcji w prowincji Aydın.
Nazwa miasta oznacza „ptasią wyspę” i pochodzi od położonej nieopodal wysepki Güvercinada (Wyspa Gołębi). 
Według danych na rok 2000 miasto zamieszkiwało 47 611 osób.

## Miasta partnerskie
- Samos, Grecja
- Marl, Niemcy
- Sinaia, Rumunia
- Monterey, Stany Zjednoczone
- Dźorcze Petrow, Macedonia